# Bågskytte vid olympiska sommarspelen 1908
Vid olympiska sommarspelen 1908 hölls tre bågskyttetävlingar. Storbritannien sände 41 bågskyttar (25 damer och 16 herrar), Frankrike skickade femton herrar och USA skickade en man. 

## Medaljsummering
| Spel                          | Guld                 | Silver                     | Brons                     |
| Dubbel Yorkrunda, herrar      | William Dod (GBR)    | Reginald Brooks-King (GBR) | Henry B. Richardson (USA) |
| Kontinental stil, herrar      | Eugène Grisot (FRA)  | Louis Vernet (FRA)         | Gustave Cabaret (FRA)     |
| Dubbel nationell runda, damer | Queenie Newall (GBR) | Lottie Dod (GBR)           | Beatrice Hill-Lowe (GBR)  |

## Medaljtabell
| Medaljfördelning |                |      |        |       |        |
| Placering        | Nation         | Guld | Silver | Brons | Totalt |
| 1                | Storbritannien | 2    | 2      | 1     | 5      |
| 2                | Frankrike      | 1    | 1      | 1     | 3      |
| 3                | USA            | 0    | 0      | 1     | 1      |